# Quinchía
Quinchía – miasto w Kolumbii, w departamencie Risaralda.